# Palestine Exploration Quarterly
Das Palestine Exploration Quarterly (PEQ) ist eine der ältesten Fachzeitschriften zur Erforschung der Levante und ihrer Bewohner.
Der 1865 gegründete Palestine Exploration Fund gab seit 1869 das Palestine Exploration Fund Quarterly Statement (PEFQSt) heraus. Ziel war die Erforschung des „Heiligen Landes“, das hieß vornehmlich die Erhellung der biblischen Geschichte(n) und ihrer Hintergründe. Seit 1937 erscheint die Zeitschrift unter dem heutigen Titel „Palestine Exploration Quarterly“. Chefherausgeber ist David Jacobson. Entgegen dem Titel erscheint die Zeitschrift lediglich dreimal im Jahr. Auch hat sich seit der Gründung der Fokus der Beiträge auf alle Aspekte der Erforschung der Levante geweitet.